# Котик, Борис Васильевич
Котик Борис Васильевич (12 февраля 1921, с. Яновка Новоушицкого уезда Каменец-Подольской губернии — 3 мая 1984, Ленинград) — советский живописец, баталист, член Ленинградского Союза художников.

## Биография
Борис Васильевич Котик родился 12 февраля 1921 года в селе Яновка Новоушицкого уезда Каменец-Подольской губернии в крестьянской семье. В начале 1930-х семья переехала в Ленинград. В 1937—1941 занимался в ленинградской Средней художественной школе. В июне 1941 был призван в армию. С июля по декабрь 1941 был курсантом 1-го Ленинградского Краснознамённого артиллерийского училища им. Красного Октября. В начале 1942 был направлен в действующую армию. Участвовал в боях на Центральном фронте в составе 116 стрелковой бригады 6 отдельного дивизиона 76-мм пушек. В марте 1942 в составе той же бригады участвовал в боях под городом Старая Русса на Северо-Западном фронте, где в апреле 1942 был тяжело ранен. До октября 1942 находился на излечении в эвакогоспитале № 3113 в городе Златоусте на Урале.
С марта 1943 по август 1944 года Б. Котик командовал взводом разведки 57 гвардейского артиллерийского полка 26 Краснознамённой Ордена Суворова стрелковой дивизии на 3-м Белорусском фронте. С января 1945 по август 1946 являлся помощником начальника штаба 57 гвардейского артиллерийского полка. Награждён орденами «Красной Звезды» (1944), «Отечественной войны 2-й степени» (1945), медалями «За взятие Кенигсберга» (1945), «За победу над Германией» (1945).
В конце августа 1946 демобилизовался в звании гвардии старшего лейтенанта и вернулся в Ленинград. В сентябре того же года был принят на первый курс Ленинградского института живописи, скульптуры и архитектуры имени И. Е. Репина. Занимался у Михаила Платунова, Ивана Степашкина, Петра Белоусова, Юрия Непринцева. В 1953 году Б. Котик окончил институт по мастерской профессора Рудольфа Френца с присвоением квалификации художника живописи. Дипломная работа — батальная картина «Форсирование Одера». В одном выпуске с Б. Котиком институт окончили Валерия Ларина, Николай Галахов, Владимир Андреев, Орест Бетехтин, Леонид Кабачек, Марк Клионский, Николай Ломакин, Константин Молтенинов, Георгий Песис, Владимир Селезнёв, Петр Смукрович, Павел Уткин, Соломон Эпштейн и другие известные в будущем ленинградские живописцы.
По окончании института преподавал живопись и рисунок в Средней художественной школе. Участвовал в выставках с 1953 года, экспонируя свои работы вместе с произведениями ведущих мастеров изобразительного искусства Ленинграда. Писал жанровые и батальные картины, пейзажи, занимался декоративно-монументальным и оформительским искусством, созданием диорам. В 1953 году был принят в члены Ленинградского Союза художников.
Среди произведений, созданных Б. Котиком в станковой живописи, картины «Лошади. Этюд» (1951), «Скалистая балка», «Лодки» (обе 1956), «Табунщики», «Осенний мотив», «Памятник древнерусской архитектуры» (все 1957), «Зима. Этюд» (1958), «Сельский пейзаж» (1960), «В пригороде Ленинграда», «В совхозе весной» (обе 1961), «Зима. У плотины», «Лошадь в снегу» (обе 1962), «В путь», «Вывоз удобрений на поля» (обе 1964), «Река Волхов» (1968), «Апрельский дождик» (1969), «Заросшая вырубка», «Последние пласты снега» (обе 1971), «Северная весна» (1972), «В Репольском леспромхозе», «Ленинградский пейзаж» (обе 1975), «Ленинград. Канал Грибоедова» (1977), «Крым. На берегу моря» (1978), «Ленинградская весна», «Портрет кузнеца Ивана Матвеевича» (обе 1980) и другие.
Скончался 3 мая 1984 года в Ленинграде на 64-м году жизни.
Произведения Б. В. Котика находятся в музеях и частных собраниях в России и за рубежом.

## Выставки
- 1956 год (Ленинград): Осенняя выставка произведений ленинградских художников.
- 1957 год (Ленинград): 1917 - 1957. Выставка произведений ленинградских художников, .
- 1958 год (Ленинград): Осенняя выставка произведений ленинградских художников.
- 1960 год (Ленинград): Выставка произведений ленинградских художников 1960 года.
- 1960 год (Ленинград): Выставка произведений ленинградских художников.
- 1960 год (Москва): Советская Россия. Республиканская художественная выставка.
- 1961 год (Ленинград): «Выставка произведений ленинградских художников» открылась в залах Государственного Русского музея .
- 1962 год (Ленинград): "Осенняя выставка произведений ленинградских художников".
- 1964 год (Ленинград): Ленинград. Зональная выставка.
- 1965 год (Ленинград): Весенняя выставка произведений ленинградских художников.
- 1965 год (Москва): Советская Россия. Вторая Республиканская художественная выставка.
- 1968 год (Ленинград): Осенняя выставка произведений ленинградских художников.
- 1969 год (Ленинград): Весенняя выставка произведений ленинградских художников.
- 1972 год (Ленинград): По Родной стране. Выставка произведений ленинградских художников.
- 1975 год (Ленинград): Наш современник. Зональная выставка произведений ленинградских художников.
- 1976 год (Москва): Изобразительное искусство Ленинграда.
- 1977 год (Ленинград): Выставка произведений ленинградских художников, посвященная 60-летию Великого Октября.
- 1978 год (Ленинград): Осенняя выставка произведений ленинградских художников.
- 1980 год (Ленинград): Зональная выставка произведений ленинградских художников.